# Mpumalanga Black Aces FC
Mpumalanga Black Aces Football Club – klub piłkarski z Republiki Południowej Afryki, grający obecnie w pierwszej lidze, mający siedzibę w mieście Witbank, leżącym w prowincji Mpumalanga. Domowe mecze rozgrywa na stadionie Puma Stadium. Klub został założony w 1937 jako Ukhumba Black Aces.

## Sukcesy
- Bob Save Super Bowl zwycięstwo: 1993
- BP Top Eight Cup zwycięstwo: 1980
- PSL Promotion/Relegation Play-off zwycięstwo: 2008/09